# Carnival Sensation
Die Carnival Sensation war ein 1993 als Sensation in Dienst gestelltes Kreuzfahrtschiff der US-amerikanischen Reederei Carnival Cruise Line. Sie war das dritte der aus acht Schiffen bestehenden Fantasy-Klasse.

## Geschichte
Die Sensation entstand unter der Baunummer NB 484 in der Werft der Kværner Masa Yards in Helsinki und lief am 23. Oktober 1993 vom Stapel. Nach der Ablieferung an die Carnival Cruise Lines am 18. Oktober 1993 und der offiziellen Taufe in Miami am 13. November 1993 durch Gerri Donnelly Vicky Freed Roberta Jacoby Cherie Weinstein erfolgte am 21. November die Indienststellung des Schiffes, das fortan Kreuzfahrten in die Karibik unternahm.
Bis 2000 war die Sensation in Liberia registriert, ehe Nassau ihr neuer Heimathafen wurde. Von September 2005 bis März 2006 war das Schiff an die Federal Emergency Management Agency verchartert, um als zeitweilige Unterkunft für Hilfskräfte und obdachlos gewordene Einwohner nach Hurrikan Katrina eingesetzt zu werden. 2007 erhielt die Sensation im Rahmen von Umbauarbeiten wie alle Schiffe in der Flotte der Reederei Carnival als Namenszusatz und heißt seitdem Carnival Sensation. Von Ende 2008 bis Februar 2009 wurde die Carnival Sensation umgebaut und modernisiert. Unter anderem wurden hierbei 98 Balkonkabinen nachgerüstet.
Bis Februar 2018 war das Schiff in Port Canaveral stationiert, ehe es nach Miami wechselte und dort den Platz der Carnival Victory einnahm. 2019 lief es unter anderem mehrfach Kuba an.
Im Februar 2022 gab die Carnival Cruise Line den Verkauf der Carnival Sensation und ihres Schwesterschiffs Carnival Ecstasy bekannt. Beide Schiffe hatten seit Ausbruch der COVID-19-Pandemie rund zwei Jahre zuvor keine Kreuzfahrten mehr absolviert. Erwerber der Carnival Sensation war eine Abwrackwerft im türkischen Aliağa. Am 5. April 2022 wurde das Schiff in Aliağa zum Abbruch gestrandet. Die Carnival Ecstasy folgte im November 2022.

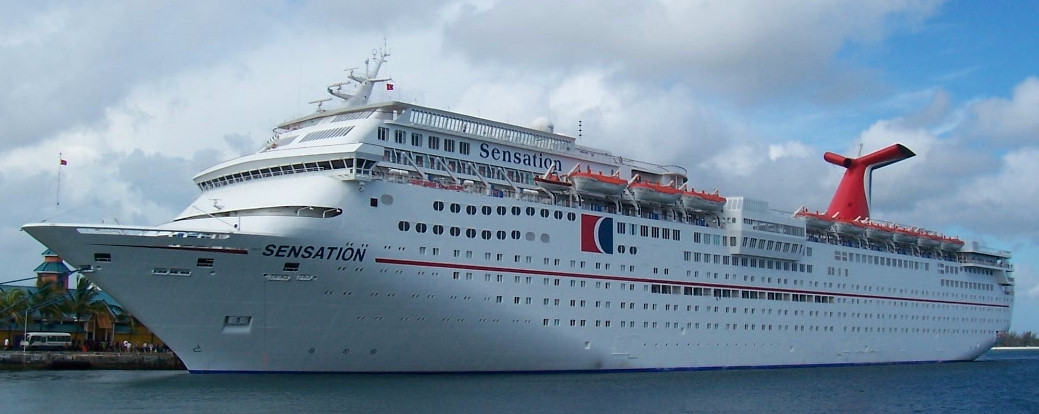
Die Sensation vor dem Umbau
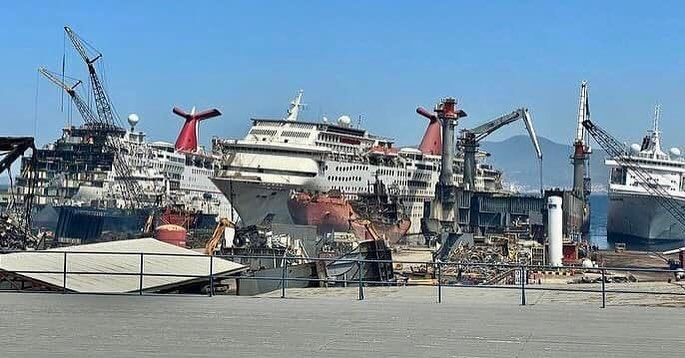
Die Carnival Sensation bei der Verschrottung (links), Juni 2022